# Valley Brook
Valley Brook és un poble dels Estats Units a l'estat d'Oklahoma. Segons el cens del 2000 tenia 817 habitants.

## Demografia
Segons el cens del 2000, Valley Brook tenia 817 habitants, 298 habitatges, i 204 famílies. La densitat de població era de 1.168,3 habitants per km².
Dels 298 habitatges en un 35,6% hi vivien nens de menys de 18 anys, en un 45% hi vivien parelles casades, en un 15,8% dones solteres, i en un 31,5% no eren unitats familiars. En el 26,2% dels habitatges hi vivien persones soles el 8,7% de les quals corresponia a persones de 65 anys o més que vivien soles. El nombre mitjà de persones vivint en cada habitatge era de 2,74 i el nombre mitjà de persones que vivien en cada família era de 3,25.
Per edats la població es repartia de la següent manera: un 30,6% tenia menys de 18 anys, un 10,5% entre 18 i 24, un 31,1% entre 25 i 44, un 19,1% de 45 a 60 i un 8,7% 65 anys o més.
L'edat mediana era de 30 anys. Per cada 100 dones de 18 o més anys hi havia 98,3 homes.
La renda mediana per habitatge era de 21.193 $ i la renda mediana per família de 23.565 $. Els homes tenien una renda mediana de 21.071 $ mentre que les dones 17.569 $. La renda per capita de la població era de 9.316 $. Entorn del 20,3% de les famílies i el 25,2% de la població estaven per davall del llindar de pobresa.

## Poblacions més properes
El següent diagrama mostra les poblacions més properes.